# Nina Burger

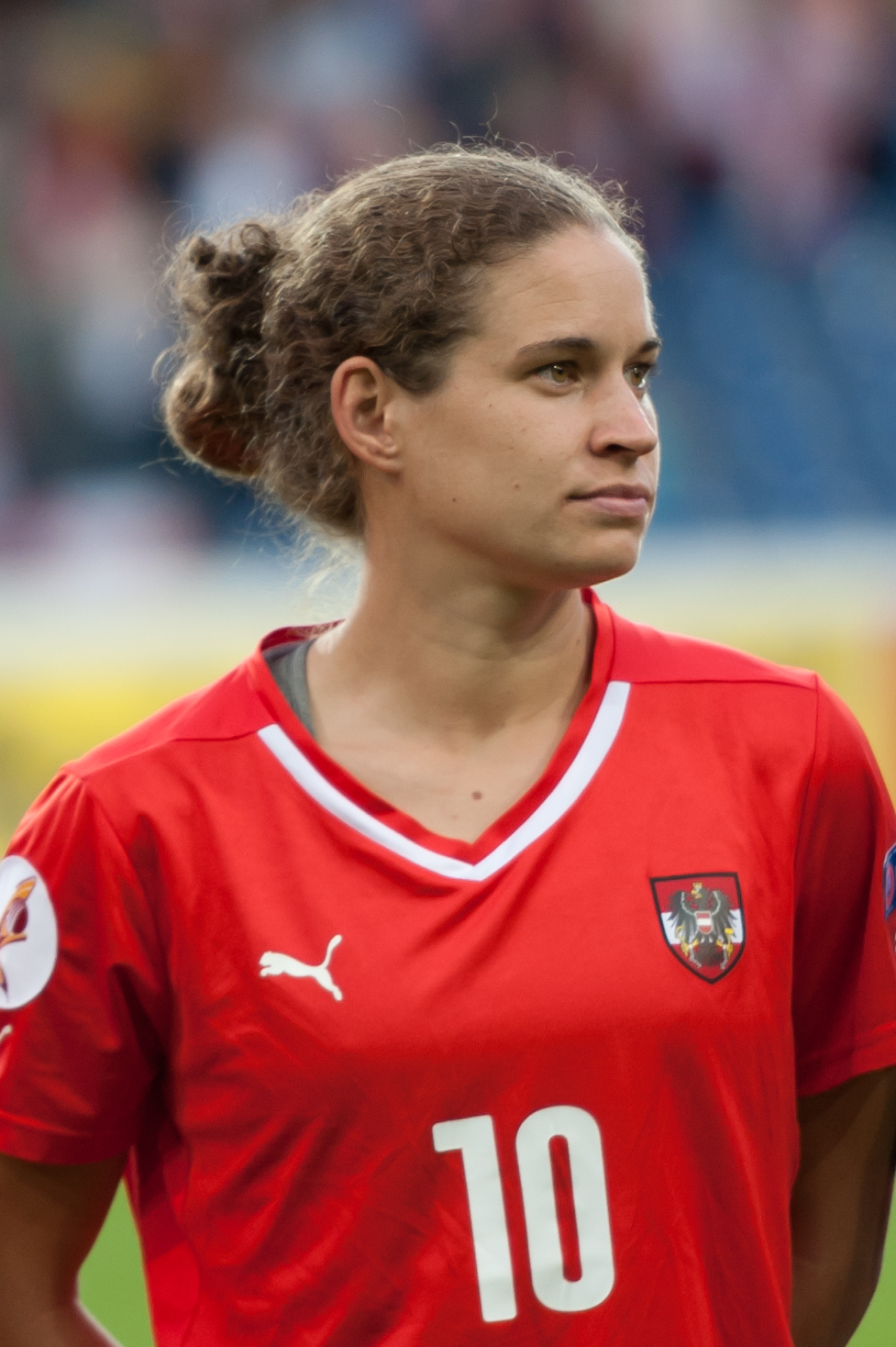
Nina Burger 2015.

Nina Burger, född den 27 december 1987 i Tulln an der Donau, är en österrikisk fotbollsspelare (anfallare) som spelar för klubben SC Sand i den tyska högstaligan. Hon har tidigare spelat för Houston Dash i USA och för österrikiska SV Neulengbach.

## Klubbmeriter
Nina Burger har fyra österrikiska ligatitlar, och en vinst i cupen, tillsammans med SV Neulengbach. Med SC Sand har hon vid två tillfällen tagit sig till final i den tyska cupen.

## Landslagsmeriter
Burger var en del av det österrikiska landslag som spelade sin första EM-turnering när de deltog i mästerskapet i Nederländerna år 2017. I kvalet till turneringen spelade hon åtta matcher i vilka hon gjorde totalt fem mål. Väl i turneringen blev Burger målskytt i såväl den första gruppspelsmatchen mot Schweiz som i den tredje matchen mot Island. Hon satte även en av straffarna när Österrike vann kvartsfinalen mot Spanien efter straffläggning. Hon spelade även hela semifinalen mot Danmark där Österrike, efter 0-0 under ordinarie matchtid och förlängning, slogs ut genom straffläggning (0-3).